# Championnats d'Afrique de gymnastique rythmique 2012
Navigation
Édition précédente Édition suivante
Les championnats d'Afrique de gymnastique rythmique 2012 se déroulent du 7 au 14 décembre 2012 à Pretoria, en Afrique du Sud. La salle Rembrandt du centre sportif de l'université de Pretoria accueille l'événement.
Les championnats comprennent des épreuves seniors et juniors et sont organisés conjointement avec les Championnats d'Afrique de gymnastique aérobic 2012 et les Championnats d'Afrique de trampoline 2012.

## Médaillées
Les médaillées sont :
| Épreuve                       | Or                                                                         | Argent                                                                            | Bronze                                           |
| ----------------------------- | -------------------------------------------------------------------------- | --------------------------------------------------------------------------------- | ------------------------------------------------ |
| Finales par équipes seniors   |                                                                            |                                                                                   |                                                  |
| Équipes                       | Égypte Jacinthe Tarek Aldeeb Aisha Hany Elklali Sara Rostom Yasmine Rostom | Afrique du Sud Grace Legote Gululethu Nkambule Julene Van Rooyen Aimee Van Rooyen | Tunisie Maisa Ghazouani Lilia Kamoun Inès Lakech |
| Finales individuelles seniors |                                                                            |                                                                                   |                                                  |
| Concours général              | Yasmine Rostom                                                             | Sara Rostom                                                                       | Grace Legote                                     |
| Cerceau                       | Sara Rostom                                                                | Aimee Van Rooyen                                                                  | Grace Legote                                     |
| Ballon                        | Yasmine Rostom                                                             | Sara Rostom                                                                       | Grace Legote                                     |
| Massues                       | Yasmine Rostom                                                             | Sara Rostom                                                                       | Aimee Van Rooyen                                 |
| Ruban                         | Yasmine Rostom                                                             | Grace Legote                                                                      | Aimee Van Rooyen                                 |
| Finales en groupe senior      |                                                                            |                                                                                   |                                                  |
| Général                       | Angola                                                                     | -                                                                                 | -                                                |
| Finales par équipes juniors   |                                                                            |                                                                                   |                                                  |
| Équipes                       | Égypte Asmaa Adawy Mayada Elghoneimy Nourhal Khattab Fatma Salman          | Afrique du Sud Shannon Gardiner Amy Marais Botle Mosupa Kathleen Videira          | Tunisie Amina Chtiba Amani El Kefi Nasfi Ichrak  |
| Finales individuelles junior  |                                                                            |                                                                                   |                                                  |
| Concours général              | Asmaa Adawy                                                                | Mayada Elghoneimy                                                                 | Nourhal Hatem Khattab                            |
| Cerceau                       | Fatma Salman                                                               | Asmaa Adawy                                                                       | Amy Marais                                       |
| Ballon                        | Mayada Elghoneimy                                                          | Shannon Gardiner                                                                  | Amani El Kefi                                    |
| Massues                       | Nourhal Hatem Khattab                                                      | Asmaa Adawy                                                                       | Amy Marais                                       |
| Ruban                         | Asmaa Adawy                                                                | Mayada Elghoneimy                                                                 | Shannon Gardiner                                 |
| Finales en groupe junior      |                                                                            |                                                                                   |                                                  |
| Général                       | Égypte                                                                     | Afrique du Sud                                                                    | -                                                |